# MSC Splendida
MSC Splendida — второе круизное судно класса Fantasia, является копией MSC Fantasia. Принадлежит и управляется MSC Cruises.
Эксплуатация судна началась в июле 2009 года.

## Строительство
В июне 2005 года MSC договорилось с STX France о строительстве двух круизных судов класса Постпанамакс. В апреле 2007 года началось строительство судна на верфях STX Europe во Франции.
Изначально его планировалось назвать MSC Serenata, но в мае 2007 года его решили переименовать в MSC Splendida.
12 июля 2009 года прошла церемония крещения судна в Барселоне. Крёстной стала актриса Софи Лорен.

## Характеристики
Судно рассчитано на 4363 пассажира (1637 кают) и 1370 членов экипажа.

## Инциденты

### Теракт в Национальном музее Бардо
18 марта 2015 года MSC Splendida находилось в порту Туниса вместе с Costa Fascinosa, когда вооружённые люди атаковали Национальный музей Бардо. В результате чего 12 пассажиров судна были убиты, а 13 пассажиров ранены.

## В массовой культуре
Часть съёмок болливудского кинофильма Manmadan Ambu (2010) проходила на борту MSC Splendida.